# Abaia
Abaia is een gigantische, magische paling uit de Melanesische mythologie. Volgens de oude Melanezen woonde Abai op de bodems van de zoetwatermeren van Fiji, Solomon en de Vanuatu Eilanden. Van Abaia wordt gezegd dat hij vader van alle vissen en onderwaterdieren in zijn meren was en dat al wie dom genoeg was om een vis te vangen verpletterd door een vloedgolf die veroorzaakt wordt door zijn staart.